# Rosa prilipkoana
Rosa prilipkoana är en rosväxtart som beskrevs av Dmitrii Ivanovich Sosnowsky. Rosa prilipkoana ingår i släktet rosor, och familjen rosväxter. Utöver nominatformen finns också underarten R. p. kashkaensis.